# Peter Silvester
Peter Dennis Silvester (ur. 19 grudnia 1948 w Wokingham) – angielski piłkarz występujący na pozycji napastnika.

## Kariera piłkarska
Peter Silvester karierę piłkarską rozpoczął w 1965 roku w Readingu, w którym występował do 1969 roku. Następnie przeszedł do Norwich City, z którym w 1972 awansował do angielskiej ekstraklasy. W 1973 roku został wypożyczony do Colchester United.
W tym samym roku przeszedł do Southend United, potem w ramach wypożyczenia grał: w 1974 roku w amerykańskim Baltimore Comets, w barwach którego w sezonie 1974 został wybranym MVP NASL, angielskich klubach Reading (1974-1975), Baltimore Comets (1975), San Diego Jaws (1976), kanadyjskim klubie NASL – Vancouver Whitecaps (1976) i angielskim Blackburn Rovers (1976–1977). Z Southend United odszedł w 1977 roku.
Potem grał w amerykańskim klubie NASL – Washington Diplomats (1977), angielskich Cambridge United (1978) i Maidstone United, w którym zakończył piłkarską karierę.

## Sukcesy piłkarskie

### Norwich City
- Awans do angielskiej ekstraklasy: 1972

### Indywidualne
- MVP NASL: 1974